# عذراء المستشار رولين
عذراء المستشار رولين هي لوحة زيتية للفنان الهولندي يان فان إيك رسمها في 1435، اللوحة معروضة حالياً في متحف اللوفر.